# ژوتا سیلوا
ژوتا سیلوا (انگلیسی: Jota Silva؛ زادهٔ ۱ اوت ۱۹۹۹) بازیکن فوتبال اهل پرتغال است.